# Kreissparkasse in Siegburg
Die Kreissparkasse in Siegburg war ein Verbund der Sparkassen des Rhein-Sieg-Kreises. Sie wurde am 8. Februar 1854 als Finanzielle Hülfsanstalt durch Friedrich Wilhelm IV. genehmigt und ging am 31. August 2003 in der Kreissparkasse Köln auf. 1995 betrug das Kreditvolumen 615 Millionen DM. Ende der 90er belief sich der Bestand an Kundenwertpapieren auf ca. 1,5 Milliarden DM.

## Geschichte
Erste ehrenamtliche Direktoren waren die amtierenden Landräte Franz von Wülfing und später Eugen von Loë. Der erste Rendant der Kreissparkasse war Johann Marnach aus Siegburg. 8.000 Taler waren ihm als Einlage anvertraut worden, seine eigene Bonität musste er mit einer Kaution unter Beweis stellen. Der erste Kunde war der Siegburger Arzt Theodor Joseph Willing. Das Hauptbuch der Passiva vermerkt im Gründungsjahr noch 159 weitere Einzahler, darunter Gustav Humperdinck, Oberlehrer an der Siegburger Lateinschule und Vater des Komponisten Engelbert Humperdinck.
1854 wurden 46 Nebenrendanten, die in allen 17 Bürgermeistereien des Kreises wohnten, in einem Amtsblatt benannt. Letztlich bewährte sich das frühe Filialnetz nicht, und 1879 wurden die vier letzten Nebenstellen geschlossen. 1907 zog die Geschäftsstelle in das neu errichtete Siegburger Kreishaus, 1924 in das Haus am Siegburger Markt Nummer 1 ein, das über 30 Jahre die Zentrale sein sollte. 1913 wurde der Giroverkehr eingeführt und das Zweigstellennetz erneut in Gang gebracht, beginnend mit Eitorf und Troisdorf.
Als Folge der Notverordnungen von 1931 vereinnahmte die Kreissparkasse die Troisdorfer Sparkasse und die städtischen Sparkassen Siegburg und Königswinter. Die Kreissparkasse baute neu und zog im Herbst 1956 mit ihren 207 Mitarbeitern in Siegburgs Innenstadt. 13 Zweigstellen der ehemaligen Kreissparkasse Bonn gingen mit der kommunalen Neugliederung 1969 an die Kreissparkasse des Rhein-Sieg-Kreises über. 1975 wurde ein eigenes Rechenzentrum in Sankt Augustin eröffnet. 1979 wurde die erste Stiftung Für uns Pänz gegründet. 1981 wurde der erste Geldautomat in Betrieb genommen.
Vor ihrer Fusion war die Kreissparkasse das größte Kreditinstitut im Rhein-Sieg-Kreis mit 70 Geschäftsstellen.